# Nishaant
Nishaant ("Koniec nocy") to indyjski dramat społeczny wyreżyserowany przez mistrza kina niekomercyjnego  Shyam Benegala (Zubeidaa, Trikal). W rolach głównych Amrish Puri i aktorzy kina społecznego Shabana Azmi, Naseeruddin Shah oraz Smita Patil. Film przedstawia dramat społeczny i psychologiczny, którego akcja rozgrywa się w głuchej indyjskiej wiosce rządzonej despotycznie przez zamindara. Historia ta to studium władzy wspartej na ludzkim strachu, krzywdy, przed którą nikt nie broni i próby wymierzenia sprawiedliwości, która staje się karykaturą siebie samej. W centrum relacje między braćmi, w małżeństwach i urzeczenie kobietą, która należy do innego mężczyzny. Film powstał w oparciu o prawdziwą historię, która zdarzyła się w latach 30. w stanie Andhra Pradesh.
Na Festiwalu Filmowym w Cannes w 1976 roku nominowany do nagrody Złota Palma za najlepszy film.. Autorem zdjęć jest późniejszy reżyser kina społecznego Govind Nihalani (Aakrosh, Dev. Thakshak).

## Fabuła
1945 rok. Zapadła wieś indyjska. Wszystkimi twardą ręką rządzi budzący grozę zamindar Anna (Amrish Puri). Chronieni przez niego dwaj bracia Aajiya (Ananad Nag) i Prasad (Mohan Agashe) używają życia nie licząc się z nikim. Co wieczór pijani w codziennych przejażdżkach motorem przez wieś wyławiają sobie kobietę na noc. Nikt z przerażonych wieśniaków nie śmie protestować. Łamiąc wszelkie granice do grabieży w świątyni włączają swego najmłodszego brata, niewinnego jeszcze, żonatego z Rukmani (Smita Patil)  Vishwama (Naseeruddin Shah). Nikt nie ma odwagi im się przeciwstawić. Ani kapłan świątyni, ani wioskowy policjant (Kulbhushan Kharbanda). Pewnego dnia w wiosce pojawia się nowy nauczyciel (Girish Karnad). Jego żona Sushmila (Shabana Azmi) jest inna niż kobiety z wioski. Nie ucieka wzrokiem przed spojrzeniami mężczyzn. Jej odwaga zwraca na nią uwagę  wpada w oko Vishwama. To urzeczenie daje początek dramatowi...

## Obsada
- Girish Karnad ...  nauczyciel
- Shabana Azmi ...  Sushila, żona nauczyciela
- Anant Nag ...  Anjaiya, brat zamindara
- Amrish Puri ...  zamindar (najstarszy z braci)
- Satyadev Dubey ...  kapłan (Pujari)
- Smita Patil ...  Rukmani (jako Smita), zona Vishwama
- Mohan Agashe ...  Prasad, brat zamindara
- Kulbhushan Kharbanda ... policjant Patel
- Naseeruddin Shah ...  Vishwam, najmłodszy brat zamindara
- Sadhu Meher ...  gościnnie
- Savita Bajaj
- Suresh Bedi
- Rukmini Menon
- Sesham Raju

## Nagrody i nominacje
- na Festiwalu Filmowym w Cannes w 1976 roku nominowany do nagrody Złota Palma za najlepszy film
- nagroda National Film Awards za Najlepszy Film
- Nagroda Filmfare za Najlepszy Scenariusz
- Nagroda Filmfare dla Najlepszej Aktorki Drugoplanowej - Smita Patil